# 格雷迪 (阿肯色州)
格雷迪（英語：Grady）是一個位於美國阿肯色州林肯縣的城市。

## 地理
格雷迪的座標為34°04′46″N 91°42′03″W / 34.07944°N 91.70083°W，而該地的平均海拔高度為56米（即184英尺）。

## 人口
根據2020年美國人口普查的數據，格雷迪的面積為4.80平方千米，皆為陸地。當地共有人口305人，而人口密度為每平方千米63人。